# Powiat de Kędzierzyn-Koźle
Pour les articles homonymes, voir Kędzierzyn.
Le district de Kędzierzyn-Koźle (en polonais : powiat kędzierzyńsko-kozielski) est une entité administrative territoriale (district) située dans la région de la Voïvodie d'Opole au sud-ouest de la Pologne.
Il fut créé le 1er janvier 1999 à la suite de l'acte de réorganisation du gouvernement local de 1998.
Son chef-lieu est Kędzierzyn-Koźle qui se situe à 40 km au sud-est de la région d'Opole.

## Division administrative
Le powiat est composé de 6 communes :
- 1 commune urbaine : Kędzierzyn-Koźle ;
- 5 communes rurales : Bierawa, Cisek, Pawłowiczki, Polska Cerekiew et Reńska Wieś.